# Veonasu
Veonasu ist eine unbewohnte Insel, 320 Meter von der größten estnischen Insel Saaremaa entfernt. Die Insel liegt in der Landgemeinde Saaremaa im Kreis Saare. Sie liegt im Kahtla-Kübassaare hoiuala.
Veonasu ist 130 Meter lang und 20 Meter breit.